# José Luis Granados
José Luis Granados Asprilla (El Cenizo, Trujillo, Venezuela; 22 de octubre de 1986) es un futbolista venezolano que juega como defensa en el Portuguesa Fútbol Club de la Primera División de Venezuela.

## Trayectoria
Debuta en Trujillanos, en el 2008 llega al Deportivo Táchira con el que sale campeón ese año, en mayo de 2010 es transferido al Real Esppor por petición de Noel Sanvicente.

## Selección nacional
Es seleccionado nacional y participó en la eliminatoria Sudáfrica 2010. Marcó un gol en amistoso contra Corea del Norte en marzo de 2010, en donde Venezuela ganó 2 por 1.

## Clubes
| Club                    | País      | Año         | PJ  | Goles |
| ----------------------- | --------- | ----------- | --- | ----- |
| Trujillanos FC          | Venezuela | 2004 - 2007 | 43  | 1     |
| Carabobo                | Venezuela | 2007        | 14  | 0     |
| Deportivo Táchira       | Venezuela | 2008 - 2010 | 69  | 2     |
| Real Esppor             | Venezuela | 2010        |     |       |
| Deportivo La Guaira     | Venezuela | 2010 - 2017 | 152 | 12    |
| Mineros de Guayana      | Venezuela | 2017 - 2021 | 104 | 9     |
| Deportivo Táchira       | Venezuela | 2021 - 2021 | 27  | 2     |
| Inter Barinas           | Venezuela | 2022        | 34  | 2     |
| Academia Puerto Cabello | Venezuela | 2023        | 27  | 0     |
| Portuguesa Fútbol Club  | Venezuela | 2024        | 7   | 0     |

## Palmarés

### Torneo Nacionales
| Título           | Club                | País      | Año     |
| ---------------- | ------------------- | --------- | ------- |
| Torneo Clausura  | Deportivo Táchira   | Venezuela | 2008    |
| Primera División | Deportivo Táchira   | Venezuela | 2007/08 |
| Torneo Apertura  | Deportivo Táchira   | Venezuela | 2009    |
| Copa Venezuela   | Deportivo La Guaira | Venezuela | 2014    |
| Copa Venezuela   | Deportivo La Guaira | Venezuela | 2015    |
| Copa Venezuela   | Mineros de Guayana  | Venezuela | 2017    |
| Liga Futve       | Deportivo Táchira   | Venezuela | 2021    |